# A csókfülke
A csókfülke (eredeti cím: The Kissing Booth) 2018-ban bemutatott amerikai tini romantikus-vígjáték, melyet Vince Marcello írt és rendezett, Beth Reekles azonos című regénye alapján (The Kissing Booth). A főszereplők Joey King, Jacob Elordi, Joel Courtney és Molly Ringwald.
A kritikusoktól nagyrészt negatív értékeléseket kapott, akik a történetet és a témát közhelyesnek, valamint nőgyűlölőnek ítélték meg. Kereskedelmi szempontból azonban jól teljesített a film.
A film 2018. május 11-én jelent meg a Netflixen.

## Cselekmény
A film középpontjában egy furcsa, későn érő tinédzser lány, Elle van, akinek megtetszik a középiskola idősebb, arrogáns tanulója, Noah, akibe szerelmes lesz. Ám a fiú Elle legjobb barátjának, Lee-nek az idősebb testvére, így ez a barátságukat veszélybe sodorja.

## Szereplők
| Szereplő | Eredeti hang                     | Magyar hang             |
| --- | -------------------------------- | ----------------------- |
| Shelly "Elle" Evans, Lee legjobb barátja, Noah esetleges barátnője                                             | Joey King                        | Boldog Emese            |
| Shelly "Elle" Evans, Lee legjobb barátja, Noah esetleges barátnője                                             | Caitlyn de Abrue (7 évesen)      | Dolmány-Bogdányi Korina |
| Shelly "Elle" Evans, Lee legjobb barátja, Noah esetleges barátnője                                             | Juliet Blacher (11 évesen)       | Dolmány-Bogdányi Korina |
| Lee Flynn, Elle legjobb barátja, Noah testvére és Rachel barátja                                               | Joel Courtney                    | Miller Dávid            |
| Lee Flynn, Elle legjobb barátja, Noah testvére és Rachel barátja                                               | Jack Fokkens (7 évesen)          | Maszlag Bálint          |
| Lee Flynn, Elle legjobb barátja, Noah testvére és Rachel barátja                                               | Jesse Rowan-Goldberg (11 évesen) | Maszlag Bálint          |
| Noah Flynn, Lee bátyja és Elle szerelme                                                                        | Jacob Elordi                     | Fehér Tibor             |
| Noah Flynn, Lee bátyja és Elle szerelme                                                                        | Michael Miccoli (9 évesen)       | Kelemen Noel            |
| Rachel, Lee barátnője                                                                                          | Meganne Young                    | Eke Angéla              |
| Mike Evans, Elle apja                                                                                          | Stephen Jennings                 | Holl Nándor             |
| Brad Evans, Elle öccse                                                                                         | Carson White                     | Gáll Dávid              |
| Sara Flynn, Noah és Lee anyja                                                                                  | Molly Ringwald                   | Zakariás Éva            |
| Mr. Flynn, Noah és Lee apja                                                                                    | Morné Visser                     | Galbenisz Tomasz        |
| Mia, egy népszerű, undok lány az iskolában, aki odavan Noah-ért. Az OMG (Olivia, Mia, Gwyneth) lányok vezetője | Jessica Sutton                   | Hermann Lilla           |
| Gwyneth, Mia barátja és az OMG lányok második tagja                                                            | Zandile Madliwa                  | Csifó Dorina            |
| Olivia, Mia barátja és az OMG lányok harmadik tagja                                                            | Bianca Bosch                     | Kovács Panka            |
| Heather | Michelle Allen                   | Staub Viktória          |
| Tuppen | Joshua Eady                      | Kádár-Szabó Bence       |
| Barry | Hilton Pelser                    | Berkes Bence            |

## Folytatás
2019. február 14-én bejelentették, hogy elkészítik A csókfülke 2. című filmet. A csókfülke 2. 2020. július 24-én jelent meg a Netflixen.